# 램프의 기사
《램프의 기사》은 수요일 밤 12시에 방영된 예능 프로그램이다.

## 기획의도
사우디아라비아의 수도 ‘리야드(Riyadh)’에서 미션을 수행하며 소원을 이뤄줄 램프를 획득하는 리얼 버라이어티 여행 예능 프로그램

## 출연진
- 이특
- 신동
- 은혁
- 동해
- 려욱
- 규현